# Curtiss H4
Die Curtis H. 4 ist ein Doppeldecker-Flugboot, das im  Ersten Weltkrieg vom Royal Naval Air Service (RNAS) bei der Firma Curtiss in Auftrag gegeben wurde.

## Entwicklung
Der britische Pilot John Cyril Porte befand sich 1914 in Amerika, um eine Überquerung des Atlantiks mit einem Curtiss-Flugboot vorzubereiten. Diesen Versuch musste er aufgrund des Ausbruchs des Ersten Weltkriegs aufgeben. Er kehrte nach Großbritannien zurück, wo er eine Squadron des RNAS übernahm. Er überzeugte die Admiralität vom Nutzen der Curtiss-Flugboote. Sie kaufte zwei Flugboote, die im November 1914 geliefert wurden und die Nummern 950 und 951 erhielten. Nach einer Erprobung in Felixstowe wurden weitere 62 Maschinen bestellt, von denen acht Flugzeuge in Großbritannien bei der Aircraft Manufacturing Co. hergestellt wurden, die die Nummern 1228 bis 1235 erhielten. Curtiss lieferte zunächst vier Flugboote, mit den Nummern 1236 bis 1239. Es folgten weitere 50, die die Nummern 3545 bis 3594 erhielten. Die ganze Serie wurde als H. 4 bezeichnet. Zur Behebung der mangelhaften Seetüchtigkeit wurden mehrere Änderungen am Bootskörper vorgenommen. Die daraus gewonnenen Erkenntnisse flossen in späteren Entwicklungen von Flugbooten der Firmen Curtiss und Felixstowe ein.

## Einsatz
Die Curtiss H.4 wurde als Aufklärer eingesetzt. Im Juni 1918 waren noch einige Flugboote im Einsatz. Die Flugboote mit den Nummern 1232, 1233 und 1235 befanden sich in der Zeit in der Station Killingholme.

## Technische Daten
| Kenngröße          | Daten |
| ------------------ | --- |
| Flügelspannweite   | 21,95 m (72 ft.) |
| Länge              | 10,97 m (36 ft.) |
| Höhe               | 4,88 m (16 ft.) |
| Leergewicht        | 1.357 kg (2.992 lb.) |
| max. Gesamtgewicht | 2.250 kg (4.983 lb.) |
| Antrieb            | zwei Curtiss OX-5 mit 90 PS oder zwei Anzani mit 100 PS oder zwei Clerget mit 110 PS oder zwei Sunbeam mit 150 PS (nur Nummer 1258) |
| Besatzung          | vier Personen |
| Bewaffnung         | bewegliche Maschinengewehre und leichte Bomben unter den Tragflächen                                                                |